# Pancerniki typu Fusō
Pancerniki typu Fusō (扶桑型戦艦 Fusō-gata senkan) – seria japońskich pancerników z okresu I i II wojny światowej, składająca się z dwóch jednostek: „Fusō” i „Yamashiro”. Tuż po ukończeniu były to największe pancerniki świata.

## Okręty
- „Fusō”
- „Yamashiro”